# Copa Nacional de Selecciones
La Copa Nacional de Selecciones, anteriormente llamada Campeonato de Selecciones del Interior, es el máximo evento a nivel de selecciones del fútbol del interior uruguayo (todos los departamentos excepto Montevideo). Su desarrollo depende de la Organización del Fútbol del Interior. En la misma las selecciones regionales, usualmente separadas por sectores Capital e Interior, representan a sus regiones tras la disputa de sus respectivas ligas. El torneo se disputa durante el verano en paralelo a su equivalente en Sub-18.

## Historia
La idea de coronar a una liga como la mejor del interior uruguayo precede por varias décadas al torneo en sí y a la fundación de la Organización del Fútbol del Interior. En 1917 la Asociación Uruguaya de Football, actual Asociación Uruguaya de Fútbol, planificó un torneo con este fin, el cual se disputaría en paralelo al Campeonato Sudamericano 1917, segunda edición de la Copa América. Se disputaron algunos encuentros como preliminares de los partidos de dicha competencia, pero el mismo quedó inconcluso debido a problemas económicos. En décadas posteriores se disputaron varios campeonatos nacionales entre equipos de AUF, dentro de los cuales se encontraban clubes, selecciones nacionales y de la Liga Universitaria, y selecciones del interior. En dichos torneos, excepto el último en 1949, se otorgaban dos trofeos: la Copa Poole al ganador del torneo y la Copa Bruzzone al mejor equipo del interior.
El torneo definitivo se creó pocos años después de la fundación de la Organización del Fútbol del Interior. Originalmente lo disputaban los campeones de cada confederación y el campeón de la temporada pasada. A partir de la temporada 2002/2003, tras una reestructuración de OFI, el torneo pasó a llamarse Copa Nacional de Selecciones y a disputarse como un solo torneo con todas las selecciones de todas las confederaciones. Durante las dos temporadas siguientes se mantuvo el formato, aunque el torneo se planificó de tal forma que los cuatro semifinalistas pertenecieran cada uno a una de las Confederaciones. Para la temporada 2006/2007 se volvieron a disputar los torneos regionales y los cuatro campeones definieron el torneo nacional. Este formato se ha mantenido hasta la actualidad, salvo en dos temporadas donde no se jugaron torneos regionales. Cada dos temporadas el campeón clasifica a la Copa San Isidro de Curuguaty.

## Palmarés

### Antecedentes

#### Campeonatos en conjunto con AUF (1917-1949)
| Año     | Ganador de la Copa Bruzzone |
| ------- | --------------------------- |
| 1917    | Inconcluso                  |
| 1925    | San José                    |
| 1928/29 | Cerro Largo                 |
| 1929    | Colonia                     |
| 1930    | Río Negro                   |
| 1941    | Río Negro                   |
| 1946    | Rivera                      |
| 1949    | Cerro Largo                 |

#### Campeones regionales anteriores (1922/23-1950/51)
| Año     | Este           | Litoral                                    | Norte               | Sur           |
| ------- | -------------- | ------------------------------------------ | ------------------- | ------------- |
| 1922/23 |                | Soriano                                    |                     |               |
| 1923/24 |                | Salto                                      |                     |               |
| 1924/25 |                | Soriano                                    |                     | San José      |
| 1925/26 |                | Soriano                                    |                     | San José      |
| 1926/27 |                | Río Negro                                  | Rivera              | Canelones     |
| 1927/28 | Cerro Largo    | Salto                                      | Rivera o Tacuarembó | Colonia       |
| 1928/29 | No se disputó  | Río Negro                                  | Rivera              | No se disputó |
| 1929/30 | No se disputó  | Paysandú                                   | No se disputó       | No se disputó |
| 1930/31 | No se disputó  | Río Negro                                  | No se disputó       | No se disputó |
| 1931/32 | No se disputó  | Paysandú                                   | No se disputó       | No se disputó |
| 1932/33 | No se disputó  | Paysandú                                   | No se disputó       | No se disputó |
| 1933/34 | No se disputó  | Río Negro                                  | No se disputó       | No se disputó |
| 1934/35 | No se disputó  | Salto                                      | No se disputó       | No se disputó |
| 1935/36 | No se disputó  | Río Negro                                  | No se disputó       | No se disputó |
| 1936/37 | Cerro Largo    | Salto                                      | No se disputó       | No se disputó |
| 1937/38 | No se disputó  | Paysandú                                   | No se disputó       | No se disputó |
| 1938/39 | No se disputó  | Río Negro                                  | No se disputó       | No se disputó |
| 1939/40 | No se disputó  | Río Negro                                  | No se disputó       | No se disputó |
| 1940/41 | No se disputó  | Río Negro                                  | No se disputó       | No se disputó |
| 1941/42 | No se disputó  | Paysandú                                   | Rivera              | No se disputó |
| 1942/43 | No se disputó  | Soriano                                    | No se disputó       | No se disputó |
| 1943/44 | Cerro Largo    | Río Negro                                  | No se disputó       | San José      |
| 1944/45 | No se disputó  | Río Negro                                  | No se disputó       | San José      |
| 1945/46 | Rocha          | Paysandú                                   | Rivera              | Florida       |
| 1946/47 | Lavalleja      | Paysandú                                   | No se disputó       | Canelones     |
| 1947/48 | Lavalleja      | Paysandú                                   | No se disputó       | San José      |
| 1948/49 | Cerro Largo    | Colonia Interior (Nueva Helecia y Rosario) | No se disputó       | No se disputó |
| 1949/50 | Treinta y Tres | Río Negro                                  | No se disputó       | Canelones     |
| 1950/51 | Rocha          | Río Negro                                  | No se disputó       | Durazno       |

### Campeones nacionales y regionales (1951/52-...)
| Año     | Campeón                              | Este/Centro Este                                                                                      | Litoral/Norte Litoral                                                                                 | Norte/Noreste                                                                                         | Sur/Centro Sur                                                                                        |
| ------- | ------------------------------------ | --- | --- | --- | --- |
| 1951/52 | Durazno                              | Cerro Largo                                                                                           | Colonia Interior (Carmelo)                                                                            | Tacuarembó                                                                                            | Durazno                                                                                               |
| 1952/53 | Canelones                            | Lavalleja                                                                                             | Río Negro                                                                                             | Rivera                                                                                                | Canelones                                                                                             |
| 1953/54 | Colonia Interior (Carmelo)           | Rocha                                                                                                 | Colonia Interior (Carmelo)                                                                            | Rivera                                                                                                | Durazno                                                                                               |
| 1954/55 | Rocha                                | Rocha                                                                                                 | Paysandú                                                                                              | Paso de los Toros                                                                                     | Flores                                                                                                |
| 1955/56 | Flores                               | Rocha                                                                                                 | Soriano                                                                                               | Rivera                                                                                                | Flores                                                                                                |
| 1956/57 | Durazno                              | Rocha                                                                                                 | Río Negro                                                                                             | Tacuarembó                                                                                            | Durazno                                                                                               |
| 1957/58 | Durazno                              | Rocha                                                                                                 | Paysandú                                                                                              | Rivera                                                                                                | Durazno                                                                                               |
| 1958/59 | Río Negro                            | Maldonado                                                                                             | Río Negro                                                                                             | Tacuarembó                                                                                            | Durazno                                                                                               |
| 1959/60 | Durazno                              | Lavalleja                                                                                             | Artigas                                                                                               | Tacuarembó                                                                                            | Durazno                                                                                               |
| 1960/61 | Tacuarembó                           | Lavalleja                                                                                             | Río Negro                                                                                             | Tacuarembó                                                                                            | Flores                                                                                                |
| 1961/62 | Durazno                              | Cerro Largo                                                                                           | Salto                                                                                                 | Tacuarembó                                                                                            | Durazno                                                                                               |
| 1962/63 | Cerro Largo                          | Cerro Largo                                                                                           | Artigas                                                                                               | Rivera                                                                                                | Colonia                                                                                               |
| 1963/64 | Tacuarembó                           | Rocha                                                                                                 | Salto                                                                                                 | Tacuarembó                                                                                            | Flores                                                                                                |
| 1964/65 | Tacuarembó                           | Cerro Largo                                                                                           | Colonia Interior (Carmelo)                                                                            | Tacuarembó                                                                                            | San José                                                                                              |
| 1965/66 | Tacuarembó                           | Maldonado                                                                                             | Paysandú                                                                                              | Tacuarembó                                                                                            | Canelones                                                                                             |
| 1966/67 | Florida                              | Maldonado                                                                                             | Paysandú                                                                                              | Paso de los Toros                                                                                     | Florida                                                                                               |
| 1967/68 | Rivera                               | Lavalleja                                                                                             | Paysandú                                                                                              | Rivera                                                                                                | Florida                                                                                               |
| 1968/69 | Durazno                              | Lavalleja                                                                                             | Artigas                                                                                               | Rivera                                                                                                | Durazno                                                                                               |
| 1969/70 | Canelones                            | Maldonado                                                                                             | Artigas                                                                                               | Rivera                                                                                                | Canelones                                                                                             |
| 1970/71 | Paysandú                             | Treinta y Tres                                                                                        | Paysandú                                                                                              | Rivera                                                                                                | Colonia                                                                                               |
| 1971/72 | Tacuarembó                           | Maldonado                                                                                             | Salto                                                                                                 | Tacuarembó                                                                                            | Canelones                                                                                             |
| 1972/73 | Rivera                               | Maldonado                                                                                             | Paysandú                                                                                              | Cerro Largo                                                                                           | Flores                                                                                                |
| 1973/74 | Paysandú                             | Maldonado                                                                                             | Paysandú                                                                                              | Rivera                                                                                                | Colonia                                                                                               |
| 1974/75 | Paysandú                             | Canelones del Este                                                                                    | Paysandú                                                                                              | Rivera                                                                                                | Florida                                                                                               |
| 1975/76 | San José                             | Lavalleja                                                                                             | Soriano                                                                                               | Rivera                                                                                                | San José                                                                                              |
| 1976/77 | Paysandú                             | Lavalleja                                                                                             | Paysandú                                                                                              | Rivera                                                                                                | Durazno                                                                                               |
| 1977/78 | Cerro Largo                          | Maldonado                                                                                             | Paysandú                                                                                              | Cerro Largo                                                                                           | Canelones                                                                                             |
| 1978/79 | Salto                                | Treinta y Tres                                                                                        | Salto                                                                                                 | Cerro Largo                                                                                           | Canelones                                                                                             |
| 1979/80 | Tacuarembó                           | Maldonado                                                                                             | Salto                                                                                                 | Tacuarembó                                                                                            | Canelones                                                                                             |
| 1980/81 | Maldonado                            | Maldonado                                                                                             | Paysandú                                                                                              | Rivera                                                                                                | Canelones                                                                                             |
| 1981/82 | Maldonado                            | Maldonado                                                                                             | Paysandú                                                                                              | Cerro Largo                                                                                           | Florida                                                                                               |
| 1982/83 | Cerro Largo                          | Rocha                                                                                                 | Salto                                                                                                 | Cerro Largo                                                                                           | San José                                                                                              |
| 1983/84 | Rocha                                | Rocha                                                                                                 | Río Negro                                                                                             | Cerro Largo                                                                                           | San José                                                                                              |
| 1984/85 | Rivera                               | Maldonado                                                                                             | Artigas                                                                                               | Rivera                                                                                                | Florida                                                                                               |
| 1985/86 | San José                             | Canelones del Este                                                                                    | Río Negro                                                                                             | Cerro Largo                                                                                           | San José                                                                                              |
| 1986/87 | Tacuarembó                           | Rocha                                                                                                 | Paysandú                                                                                              | Tacuarembó                                                                                            | San José                                                                                              |
| 1987/88 | Paysandú                             | Rocha                                                                                                 | Paysandú                                                                                              | Rivera                                                                                                | Durazno                                                                                               |
| 1988/89 | Paysandú                             | Maldonado                                                                                             | Paysandú                                                                                              | Tacuarembó                                                                                            | Durazno                                                                                               |
| 1989/90 | Florida                              | Rocha                                                                                                 | Colonia Interior (Ligas Federadas)                                                                    | Rivera                                                                                                | Florida                                                                                               |
| 1990/91 | Tacuarembó                           | Rocha                                                                                                 | Paysandú                                                                                              | Tacuarembó                                                                                            | San José                                                                                              |
| 1991/92 | Lavalleja                            | Lavalleja                                                                                             | Colonia Interior (Ligas Federadas)                                                                    | Paso de los Toros                                                                                     | San José                                                                                              |
| 1992/93 | Maldonado Interior (Ligas Federadas) | Maldonado Interior (Ligas Federadas)                                                                  | Soriano                                                                                               | No se disputó                                                                                         | Durazno                                                                                               |
| 1993/94 | Maldonado                            | Maldonado                                                                                             | Rivera                                                                                                | No se disputó                                                                                         | Durazno                                                                                               |
| 1994/95 | Durazno                              | Rocha                                                                                                 | Salto                                                                                                 | No se disputó                                                                                         | Durazno                                                                                               |
| 1995/96 | Maldonado Interior (Ligas Federadas) | Maldonado Interior (Ligas Federadas)                                                                  | Soriano                                                                                               | No se disputó                                                                                         | Flores                                                                                                |
| 1996/97 | Soriano                              | Cerro Largo                                                                                           | Soriano                                                                                               | No se disputó                                                                                         | Durazno                                                                                               |
| 1997/98 | Cerro Largo                          | Cerro Largo                                                                                           | Colonia Interior (Ligas Federadas)                                                                    | No se disputó                                                                                         | Canelones                                                                                             |
| 1998/99 | Colonia                              | Lavalleja                                                                                             | Soriano Interior (Liga del Centro)                                                                    | No se disputó                                                                                         | Colonia                                                                                               |
| 1999/00 | San José                             | Lavalleja                                                                                             | Soriano                                                                                               | No se disputó                                                                                         | San José                                                                                              |
| 2000/01 | Maldonado                            | Maldonado                                                                                             | Colonia                                                                                               | No se disputó                                                                                         | San José                                                                                              |
| 2001/02 | Durazno                              | Cerro Largo                                                                                           | Río Negro                                                                                             | No se disputó                                                                                         | Durazno                                                                                               |
| 2002/03 | Durazno                              | Cerro Largo                                                                                           | Soriano Interior (Dolores)                                                                            | No se disputó                                                                                         | San José                                                                                              |
| 2003/04 | Soriano                              | Sin torneos regionales                                                                                | Sin torneos regionales                                                                                | Sin torneos regionales                                                                                | Sin torneos regionales                                                                                |
| 2004/05 | Colonia                              | Lavalleja                                                                                             | Salto                                                                                                 | Rivera                                                                                                | Colonia                                                                                               |
| 2005/06 | Maldonado                            | Maldonado                                                                                             | Paysandú                                                                                              | Artigas                                                                                               | Florida                                                                                               |
| 2006/07 | San José                             | Rocha                                                                                                 | Río Negro                                                                                             | Disuelto                                                                                              | San José                                                                                              |
| 2007/08 | Colonia                              | Cerro Largo                                                                                           | No se disputó                                                                                         | Disuelto                                                                                              | Flores                                                                                                |
| 2008/09 | Lavalleja                            | Lavalleja                                                                                             | Río Negro                                                                                             | Disuelto                                                                                              | Paso de los Toros                                                                                     |
| 2009/10 | Artigas                              | Maldonado                                                                                             | Soriano Interior (Liga del Centro)                                                                    | Disuelto                                                                                              | Colonia                                                                                               |
| 2010/11 | Durazno                              | Rocha (mejor del Este)                                                                                | Sin torneos regionales                                                                                | Sin torneos regionales                                                                                | Sin torneos regionales                                                                                |
| 2011/12 | Colonia                              | Cerro Largo                                                                                           | Soriano Interior (Nueva Palmira)                                                                      | Disuelto                                                                                              | Colonia                                                                                               |
| 2012/13 | Soriano                              | Sin torneos regionales                                                                                | Sin torneos regionales                                                                                | Sin torneos regionales                                                                                | Sin torneos regionales                                                                                |
| 2013/14 | Tacuarembó                           | Rocha                                                                                                 | Soriano Interior (Nueva Palmira)                                                                      | Disuelto                                                                                              | Canelones                                                                                             |
| 2014/15 | Salto                                | Sin torneos regionales                                                                                | Sin torneos regionales                                                                                | Sin torneos regionales                                                                                | Sin torneos regionales                                                                                |
| 2015/16 | Soriano Interior (Nueva Palmira)     | Cerro Largo                                                                                           | Salto                                                                                                 | Disuelto                                                                                              | Durazno                                                                                               |
| 2016/17 | Canelones                            | Cerro Largo                                                                                           | Tacuarembó                                                                                            | Disuelto                                                                                              | Canelones                                                                                             |
| 2017/18 | Durazno                              | Cerro Largo                                                                                           | Soriano Interior (Nueva Palmira)                                                                      | Disuelto                                                                                              | Durazno                                                                                               |
| 2018/19 | Paysandú                             | Canelones del Este                                                                                    | Río Negro                                                                                             | Disuelto                                                                                              | San José Interior (Ecilda Paullier)                                                                   |
| 2019/20 | Salto                                | Canelones del Este                                                                                    | Salto                                                                                                 | Disuelto                                                                                              | San José                                                                                              |
| 2020/21 | No se disputó                        | Primera edición que no se disputa desde la creación del torneo en 1951/52 (Motivo: Pandemia Covid-19) | Primera edición que no se disputa desde la creación del torneo en 1951/52 (Motivo: Pandemia Covid-19) | Primera edición que no se disputa desde la creación del torneo en 1951/52 (Motivo: Pandemia Covid-19) | Primera edición que no se disputa desde la creación del torneo en 1951/52 (Motivo: Pandemia Covid-19) |
| 2021/22 | San José                             | Lavalleja                                                                                             | Rivera                                                                                                | Disuelto                                                                                              | San José                                                                                              |
| 2022/23 | Lavalleja                            | Maldonado Int (Zona Oeste)                                                                            | Río Negro                                                                                             | Salto                                                                                                 | Florida                                                                                               |
| 2023/24 | Soriano                              | Maldonado Capital                                                                                     | Río Negro                                                                                             | Salto                                                                                                 | Colonia Capital                                                                                       |
| 2024/25 | San José Capital                     | Lavalleja Capital                                                                                     | Soriano                                                                                               | Salto Capital                                                                                         | San José Capital                                                                                      |

## Estadísticas

### Títulos por selección
| Selección                               | Títulos | Subtítulos |
| --------------------------------------- | ------- | ---------- |
| Durazno                                 | 11      | 6          |
| Tacuarembó                              | 9       | 3          |
| Paysandú                                | 7       | 5          |
| San José                                | 6       | 3          |
| Maldonado                               | 5       | 3          |
| Cerro Largo                             | 4       | 6          |
| Colonia                                 | 4       | 5          |
| Soriano                                 | 4       | 0          |
| Salto                                   | 3       | 9          |
| Rivera                                  | 3       | 7          |
| Lavalleja                               | 3       | 6          |
| Canelones                               | 3       | 2          |
| Rocha                                   | 2       | 4          |
| Florida                                 | 2       | 3          |
| Maldonado Interior (Ligas Federadas)    | 2       | 2          |
| Artigas                                 | 1       | 2          |
| Flores                                  | 1       | 2          |
| Río Negro                               | 1       | 2          |
| Soriano Interior (Nueva Palmira)        | 1       | 1          |
| Colonia Interior (Carmelo)              | 1       | 0          |
| Tacuarembó Interior (Paso de los Toros) | 0       | 1          |
| Treinta y Tres                          | 0       | 1          |
| Canelones del Este                      | 0       | 1          |

Notas:

No se incluyen los torneos de la Copa Bruzzone.
1. ↑  Incluye a la Liga Departamental de Fútbol de San José y la Liga Mayor de Fútbol de San José.
2. ↑  Incluye a la Liga Capital de Fútbol de Maldonado y la Liga Mayor de Fútbol de Maldonado.
3. ↑  Incluye a la Liga de Fútbol de Colonia y la Federación Departamental de Fútbol de Colonia.